# Microstachys acetosella
Microstachys acetosella là một loài thực vật có hoa trong họ Đại kích. Loài này được (Milne-Redh.) Esser mô tả khoa học đầu tiên năm 1998 publ. 1999.